# Szarvaság (Arad megye)

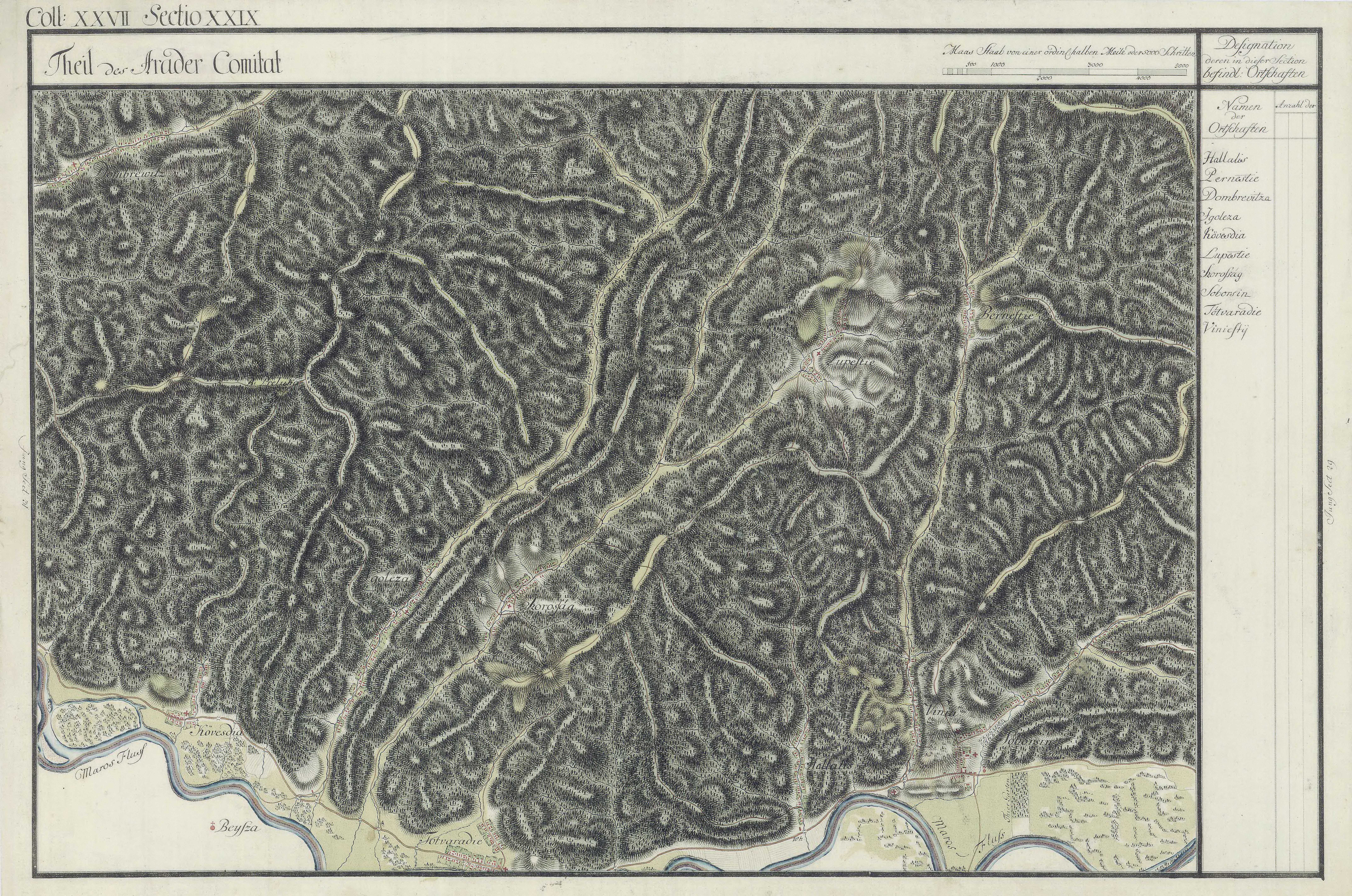
Szarvaság egy régi, az 1700-as évek végéről való térképen

Szarvaság (Stejar) település Romániában, a Partiumban, Arad megyében.

## Fekvése
Tótváradtól északra, a Maros közelében fekvő település.

## Története
Szarvaság nevét 1479-ben említette először oklevél Zarwasag ~ Zarwassag néven, mint Váradja vár 19. tartozékát. 1808-ban Szorosság, 1913-ban Szarvaság néven írták.
1851-ben Fényes Elek írta a településről: „Arad vármegyében, két hegy közt, 318 óhitű lakossal, kis fatemplommal, 2 patakmalommal, szilvásokkal. Hegyes határa 3000 hold, mellyből csak 160 hold szántó, a többi erdőség. Birja özvegy Kasonyi Aloysia asszony.”
1910-ben 481 lakosából 468 román, 13 magyar volt. Ebből 456 görögkeleti ortodox, 12 görögkatolikus, 11 római katolikus volt.
A trianoni békeszerződés előtt Arad vármegye Máriaradnai járásához tartozott.